# Секлен-Сюд

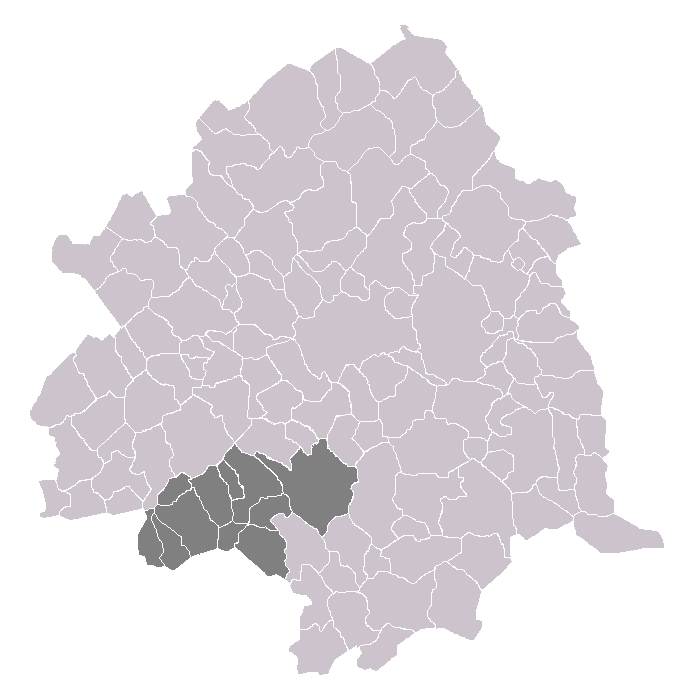
Кантон Секлен-Сюд в составе округа

Секле́н-Сюд (фр. Seclin-Sud) — упраздненный кантон во Франции, регион Нор — Па-де-Кале, департамент Нор. Входил в состав округа Лилль.
В состав кантона входили коммуны (население по данным Национального института статистики за 2011 г.):
- Алленн-ле-Маре (3 327 чел.)
- Аннеллен (9 592 чел.)
- Бовен (5 270 чел.)
- Гондекур (3 943 чел.)
- Дон (1 359 чел.)
- Камфен-ан-Карамбо (1 618 чел.)
- Карнен (964 чел.)
- Провен (4 155 чел.)
- Секлен (7 703 чел.) (частично)
- Шеми (677 чел.)
- Эррен (397 чел.)

## Экономика
Структура занятости населения (без учета города Секлен):
- сельское хозяйство — 1,8 %
- промышленность — 25,5 %
- строительство — 8,3 %
- торговля, транспорт и сфера услуг — 31,4 %
- государственные и муниципальные службы — 33,1 %

Уровень безработицы (2011) - 10,2 % (Франция в целом - 12,8 %, департамент Нор - 16,3 %). 

Среднегодовой доход на 1 человека, евро (2011) - 25 730 (Франция в целом - 25 140, департамент Нор - 22 405).

## Политика
На президентских выборах 2012 г. жители кантона отдали в 1-м туре Франсуа Олланду 27,9 % голосов против 23,2 % у Марин Ле Пен и 23,0 % у Николя Саркози, во 2-м туре в кантоне победил Олланд, получивший 52,8 % голосов (2007 г. 1 тур: Саркози - 28,2 %, Сеголен Руаяль - 24,4 %; 2 тур: Саркози - 51,5 %). На выборах в Национальное собрание в 2012 г. по 5-му избирательному округу департамента Нор они поддержали кандидата левых Алена Кашё, набравшего 33,7 % голосов в 1-м туре и 52,7 % - во 2-м туре. (2007 г. Себастьян Юйг (СНД): 1-й тур: - 41,8 %, 2-й тур - 50,1 %). На региональных выборах 2010 года в 1-м туре победил список социалистов, собравший 28,8 % голосов против 17,4 % у занявшего 2-е место списка «правых». Во 2-м туре единый «левый список» с участием социалистов, коммунистов и «зелёных» во главе с Президентом регионального совета Нор-Па-де-Кале Даниэлем Першероном получил 54,5 % голосов, «правый» список во главе с сенатором Валери Летар занял второе место с 24,1 %, а Национальный фронт Марин Ле Пен с 21,4 % финишировал третьим.
|  | Кандидат         | Партия                  | % голосов |
|  | ---------------- | ----------------------- | --------- |
|  | Жерар Буссемар   | Социалистическая партия | 64,22     |
|  | Мишель Демазьере | Правые партии           | 35,78     |